# Criptograma musical

El motiu BACH: les notes si bemoll, la, do, si natural, anomenades pel seu nom alemany, donen el cognom de Bach.

Un criptograma musical és un criptograma format per una seqüència de notes musicals. Aquesta seqüència pot correspondre a un text extramusical, usualment a través d'una relació lògica entre noms de notes i lletres.
Els exemples més habituals de criptogrames musicals són els dels compositors que han codificat els seus noms, o els d'altres persones, en forma de motius de les seves composicions a través d'un xifratge per substitució simple, on cada nota es correspon amb una lletra. Molt més rar és l'ús de la notació musical per a codificar missatges en l'àmbit de l'espionatge. En qualsevol cas, com que hi ha moltes maneres de relacionar notes i lletres, sovint és difícil desxifrar aquests criptogrames.
Dins la música occidental la denominació de les notes amb noms és atribuïda a Boeci (segle vi) la qual cosa va donar peu a establir relacions entre notes i lletres. Des de llavors hi ha hagut nombrosos exemples de criptografia musical. Per bé que no amb intenció criptogràfica, és remarcable que ja al segle xi el monjo Guido d'Arezzo, en el seu tractat Micrologus, va introduir un procediment de composició objectiva que assignava successivament (i repetidament) a cada vocal a-u una nota a partir del sol-3.

## Sistemes

### Vocals de les síl·labes i dels noms llatins de les notes
En aquest procediment els sons de les vocals del text coincideixen amb els sons de les vocals dels noms llatins de les notes, ut, re, mi, fa, sol, la, si, introduïts per Guido d'Arezzo. Va ser anomenat soggetto cavato pel teòric de la música Zarlino.
Es creu que aquest mètode va ser utilitzat per primera vegada per Josquin des Prez en la seva Missa Hercules Dux Ferrari l'any 1503. En aquesta obra el nom llatí del dedicatari Hercules Dux Ferrarie (Ercole d'Este, duc de Ferrara) esdevé re-ut-re-ut-re-fa-mi-re, on cal recordar que ut és el nom antic de la nota do. Aquest tema s'utilitza com a cantus firmus de la missa.
Josquin des Prez va usar aquest procediment en altres composicions seves, i va ser imitat per diversos dels seus contemporanis i successors, entre ells Adrian Willaert i Costanzo Festa.

### Lletres i noms anglosaxons de les notes
En els sistemes anglosaxons de denominació de les notes s'usen les lletres A-G per a designar les notes del la al sol; també la H en el sistema alemany (on representa el si natural, ja que la B designa el si bemoll). Això permet xifrar, en principi, paraules que constin només d'aquestes lletres, de manera que cal buscar alternatives que permetin codificar les altres lletres.

#### Sistema alemany
El criptograma musical més conegut és el famós motiu BACH, que va ser utilitzat pel mateix Johann Sebastian Bach, els seus contemporanis i molts altres compositors posteriors. D'acord amb la notació musical alemanya, les seves lletres corresponen a les notes si bemoll-la-do-si natural.
Es poden definir altres lletres per homofonia, com ara el mi bemoll, Es en notació alemanya, per tant pronunciat com la lletra S. Un exemple d'aquest ús es troba en el motiu DSCH que codifica les inicials de Dmitri Xostakóvitx i que va ser usat pel compositor en diverses de les seves obres.
Altres compositors han optat per ignorar les lletres que no tinguessin una traducció a notes musicals. Per exemple, Robert Schumann va representar el seu nom com a SCHA dins el seu Carnaval. També va usar substitucions fonètiques com ara BESEDH per a representar Bezeth. Johannes Brahms utilitzà BAHS (si bemoll-la-si-mi bemoll) per al seu cognom dins la Fuga en la bemoll menor per a orgue, i la mescla Gis-E-La (sol sostingut-mi-la) per a Gisela von Arnim.
Esmentem també Edward Elgar, que va escriure un Allegretto per a les seves alumnes les germanes Gedge basant-se en les notes GEDGE. (Part de les seves Variacions Enigma també usa criptogrames.)

#### Sistema francès
A finals del segle xix a França es va usar un procediment típic de codificació de les lletres amb notes. Es tracta simplement de repetir l'associació de les notes la-sol amb les lletres A-G als altres grups de lletres, H-N, O-U i V-Z. Així resulta, per exemple, que les lletres A, H, O i V van associades a la nota la.
Aquest procediment fou fomentat per Jules Ecorcheville, editor de la revista S.I.M., en les commemoracions del centenari de Joseph Haydn l'any 1909. Com que una nota codifica diverses lletres la correspondència no és bijectiva i és difícil extreure el text a partir d'un motiu.

#### Segle XX
Nombrosos compositors van usar els procediments esmentats al segle xx, amb obres que homenatjaven altres col·legues usant diversos sistemes de xifratge. Alguns d'aquests sistemes permetien l'ús de les notes alterades, d'acord amb el cromatisme propi de la música del segle XX.
Sistemes més complexos com el d'Olivier Messiaen feien ús d'una codificació que implicava altures i durades, per exemple en la seva obra per a orgue Méditations sur le mystère de la Sainte Trinité (1969).
Mencionem finalment que Elliott Carter, en la seva obra Réflexions (2004), va dedicar un criptograma per al cognom de Pierre Boulez juntament amb un símbol sonor per al nom.

## Llista de noms encriptats en motius

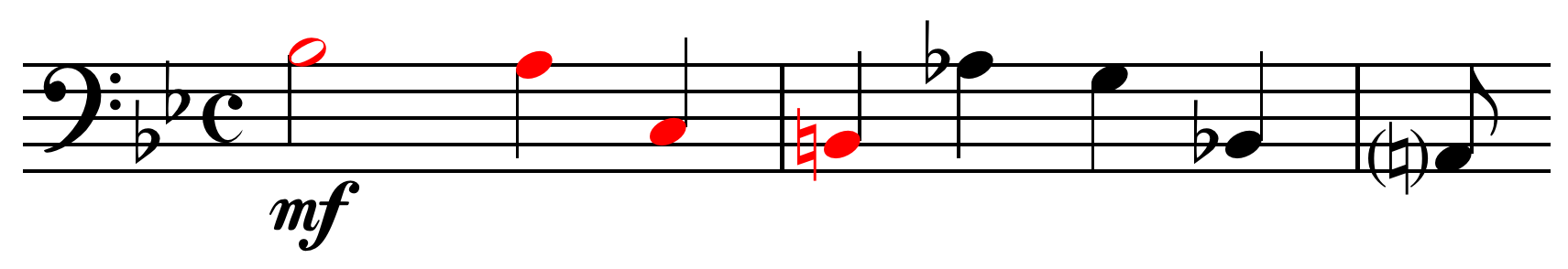
BACH motif followed by transposed version from Schumann's Sechs Fugen über den Namen B-A-C-H, op. 60, no. 4, mm. 1-3. Note that C and H are transposed down, leaving the spelling unaffected but changing the melodic contour.

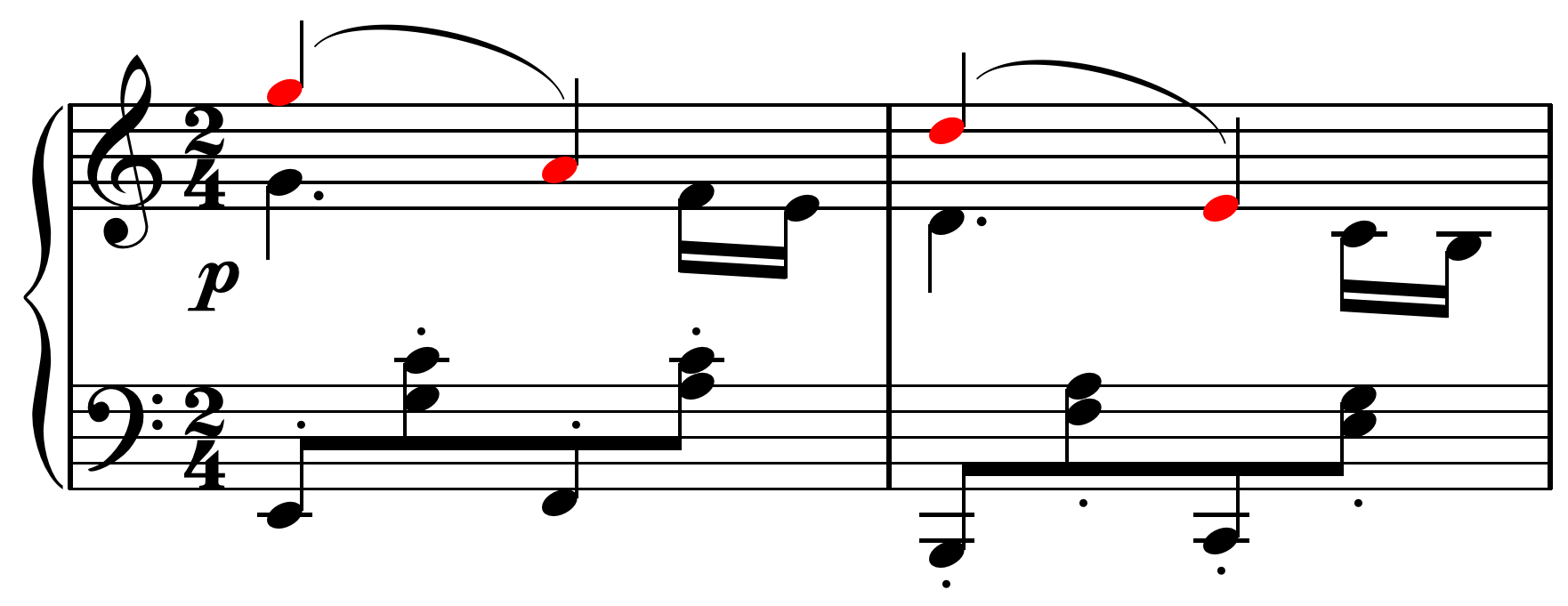
Gade, Drei kleine Clavierstücke, no. 3, Alla marcia, mm.20-21.

En aquesta llista s'indiquen alguns motius usats per compositors destacats. En primer lloc consten les notes en notació anglesa, seguides de la seva interpretació com a lletres.
- A, B♭, B, F (= A, B, H, F)

per Alban Berg i Hanna Fuchs-Robettin, usat en la Suite Lírica de Berg.
- A, B♭, E, G, G (= A, B, E, G, G)

per Meta Abegg, inspiració de les Variacions Abegg, op. 1 de Robert Schumann.
- A, D, A, A, F (= A, L, A, I, N)

per Jehan Alain, usat per Maurice Duruflé en el seu Prélude et fugue sur le nom d'Alain (op. 7) seguint el sistema francès.
- A, E♭, C, B (= A, S, C, H) i A♭, C, B = (As, C, H)

usat al Carnaval, op. 9 de Schumann, el qual estava en una relació amb Ernestine von Fricken, de la ciutat actualment txeca d'Aš, en alemany "Asch".
- A, E♭, C, B, B♭, E, G (= A, S, C, H, B, E, G)

per Arnold Schoenberg.
- B♭, A, B, E♭ (= B, r, A, H, m, S)

per Johannes Brahms, usat per Alfred Schnittke en la seva Quasi una sonata, juntament amb el motiu BACH i d'altres.
- B♭, A, C, B (= B, A, C, H)

el cèlebre motiu BACH, usat en moltes obres per nombrosos compositors.
- B, A, D, D, G (= H, A, Y, D, N)

per Joseph Haydn, usat per Maurice Ravel en el seu Menuet sur le nom d'Haydn.
- B, E, B, A, o B, A, B, E

per Béla Bartók o Bartók Bela (en hongarès s'escriu el cognom davant el nom).
- C, A, G, E

per John Cage, usat per Pauline Oliveros en l'obra Dear.John: a canon on the name of Cage, i per Simon Jeffes en el seu Cage dead.
- D, E♭, C, B (= D, S, C, H)

el motiu DSCH de Dmitri Xostakovitx, tenint en compte la transcripció alemanya del seu cognom (Schostakowitsch), usat pel mateix compositor en diverses de les seves obres.
- E♭, A, C, B, E, D (= S, A, C, H, E, R)

per Paul Sacher (hexacord de Sacher), usat entre d'altres per Pierre Boulez.
- E♭, C, B, A (= S, C, H, A)

per Robert Schumann, usat en el seu Carnaval.
- F, A, E i F, A, F

per Frei aber einsam i Frei aber froh, "lliure però solitari" i "lliure però feliç", lemes citats en la sonata F-A-E dedicada a Joseph Joachim i composta per Schumann, Brahms i Dietrich i en la Simfonia núm. 3 de Johannes Brahms, respectivament.
- F, E♭, C, B (= F, S, C, H)

per Franz Schubert.
- G, A, B, D, B, E, E, F, A, G, D, E (= G, A, B, Re, H, E, Le - F, A, Ug, Re, E)

per Gabriel Fauré, usat per diversos contribuents en homenatge a Fauré l'any 1922.
- G, A, D, E

per Niels Gade, usat en una obra del seu amic Robert Schumann.